# اشتون ایتون
اشتون جیمز ایتون (به انگلیسی: Ashton James Eaton) (زادهٔ ۲۱ ژانویهٔ ۱۹۸۸) یک ورزشکار اهل ایالات متحدهٔ آمریکا است. او در حال حاضر رکورددار دهگانه و هفتگانهٔ مردان (داخل سالن) است.